# 第53独立機械化旅団 (ウクライナ陸軍)
第53独立機械化旅団（だい53どくりつきかいかりょだん、ウクライナ語: 53-тя окрема механізована бригада）は、ウクライナ陸軍の旅団。東部作戦管区隷下。
団員の25%がドンバス出身者であり、1個中隊が編成出来るほど女性団員が多い。

## 概要

### ドンバス戦争
2014年10月7日、ドンバス戦争の影響に伴い、第24独立機械化旅団隷下の1個機械化大隊、第17独立戦車旅団隷下の1個機械化大隊、ウクライナ領土防衛大隊の第43パトリオット領土防衛大隊（第43独立自動車化歩兵大隊に改編）を基幹にリウネ州で創設された。
2014年12月、ドンバス戦争に投入され、東部ルハーンシク州、ドネツィク州に配備された。
2016年12月、第3機械化大隊を基幹に第108独立山岳強襲大隊が創設され、第10独立山岳強襲旅団隷下に転属した。
2017年1月、第10独立山岳強襲旅団隷下のアイダール大隊が配属された。
2018年1月、第43独立自動車化歩兵大隊が第43自動車化歩兵大隊に改編された。
2020年5月6日、ウォロディミル・ゼレンスキー大統領より、名誉称号「ウラジーミル2世モノマフ」を授与された。

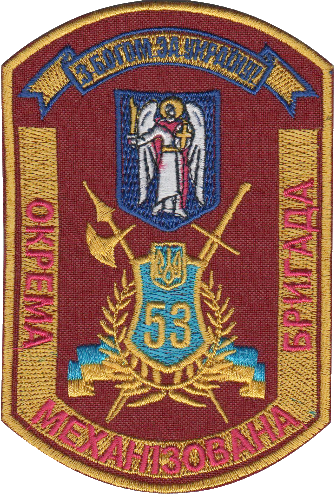
旧第53独立機械化旅団章
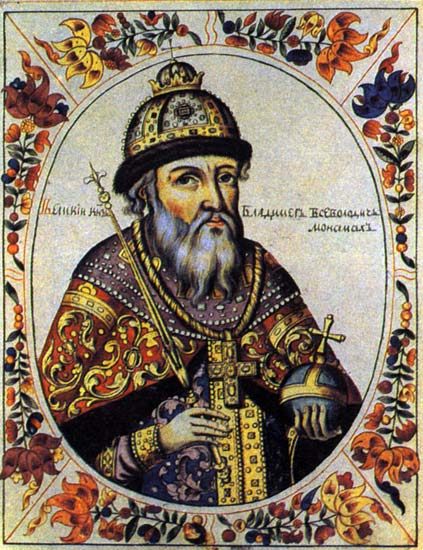
ウラジーミル2世モノマフ

## ギャラリー

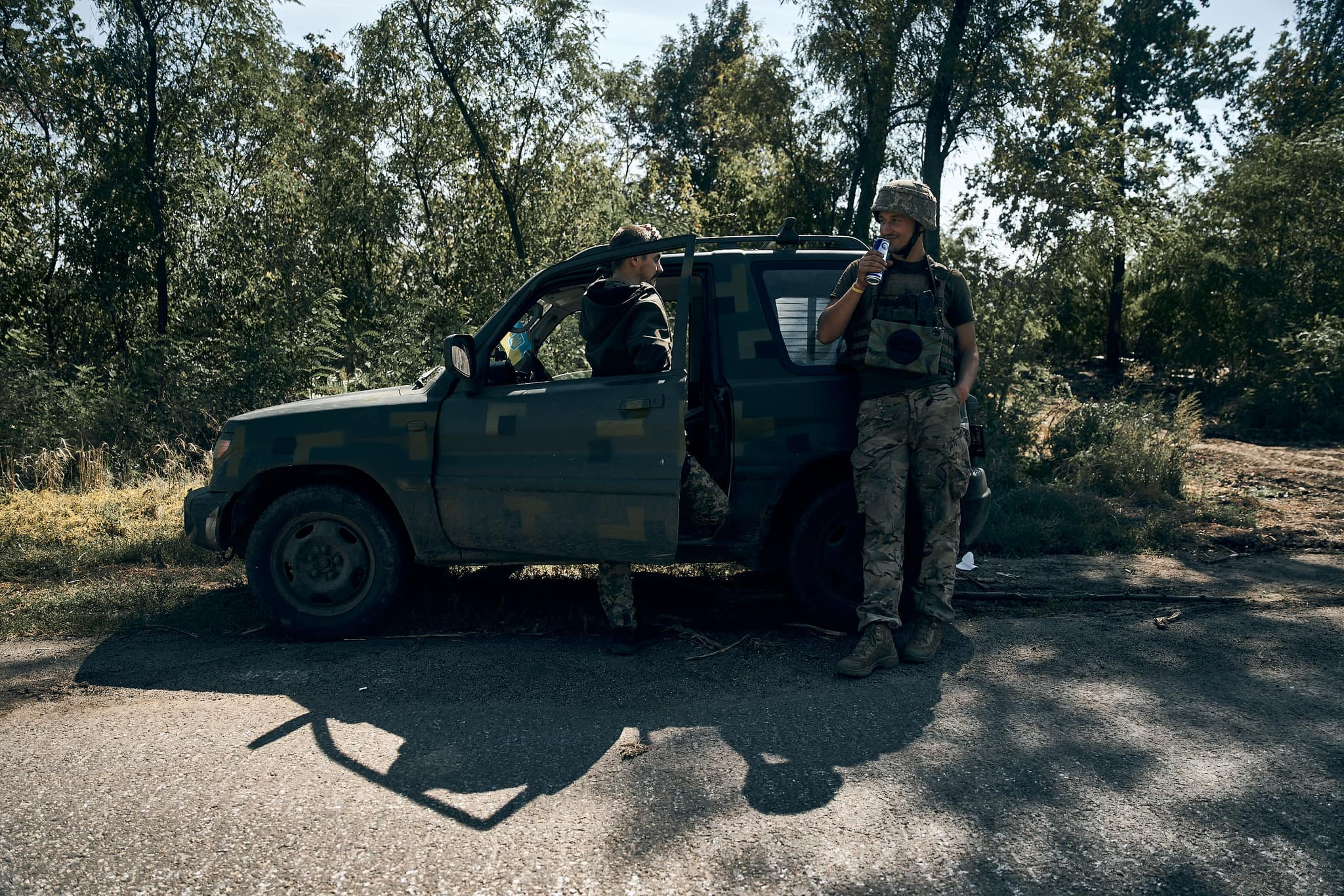
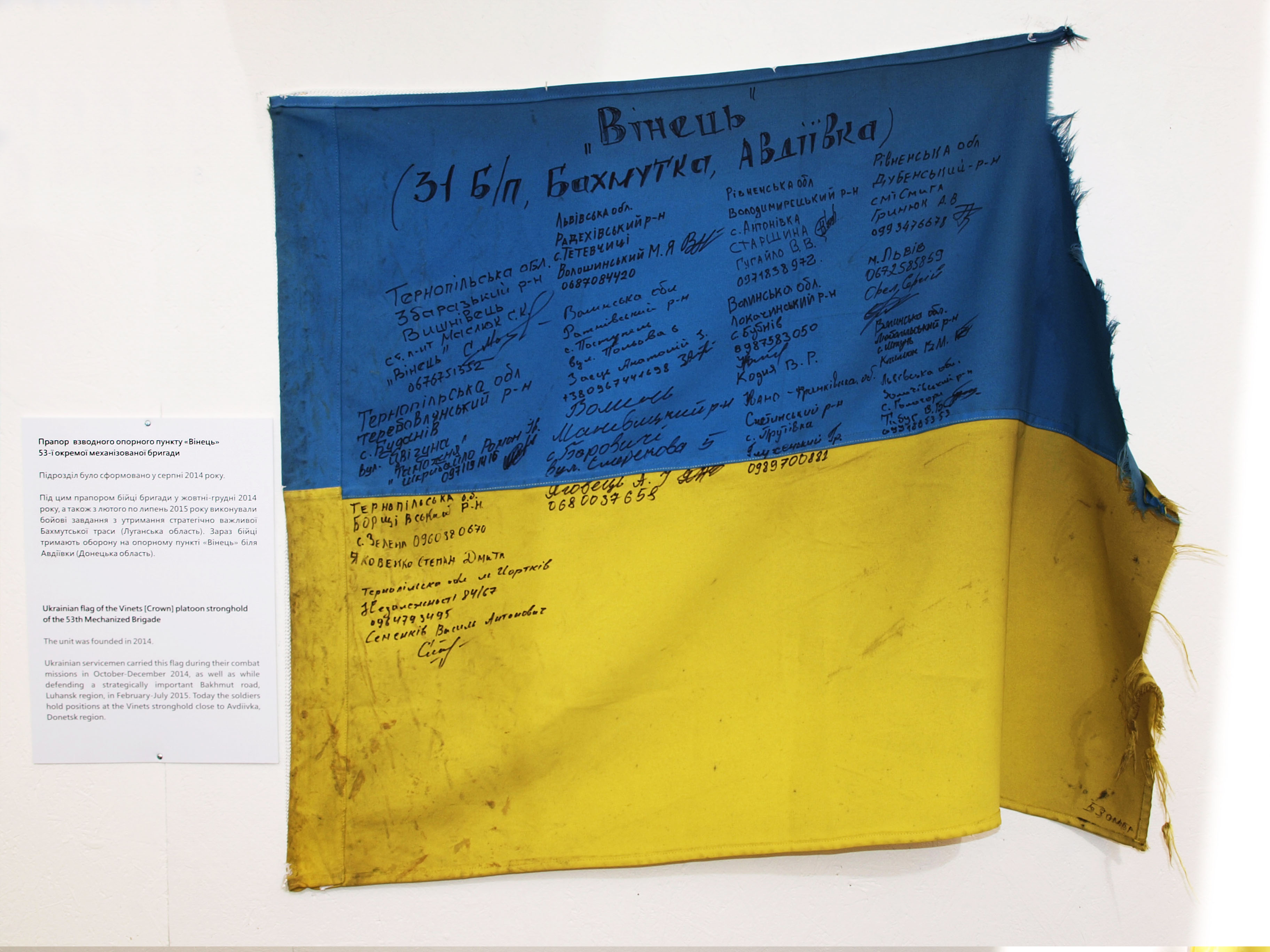

### ロシアのウクライナ侵攻

#### 東部・南ドネツク戦線
2021年11月からドンバス戦争でドネツク人民共和国と接する東部ドネツィク州ヴォルノヴァーハ地区に配備されていたため、2022年2月24日のロシアのウクライナ侵攻はそのまま開戦し、28日に第1軍団隷下の第3独立親衛自動車化狙撃旅団、第100独立自動車化狙撃旅団、スパルタ大隊の攻勢を撃退した。
3月にロシア軍増援第19自動車化狙撃師団、第150自動車化狙撃師団、第810独立親衛海軍歩兵旅団、第31独立親衛空中強襲旅団、第1軍団隷下の第11独立親衛自動車化狙撃連隊の攻勢で包囲されたが、市街戦ではウォッカ持参でウクライナ軍陣地に戦車が配置されているのも知らないような練度の低い動員兵が突撃してきたため、包囲殲滅は免れてヴァリカ・ノヴォシルカ、ヴフレダールの防衛線が強化される時間を稼いだ。
ウクライナ軍増援第54独立機械化旅団、第56独立自動車化歩兵旅団、第15独立山岳強襲大隊、第503独立海軍歩兵大隊、第109独立領土防衛旅団、ジョージア軍団の救援で解囲されたが、15日間の激戦でヴォルノヴァーハの9割が破壊されて同月に陥落し、7月に第68独立猟兵旅団と交代で後方に移動した。

旧第53独立機械化旅団章

#### 東部・バフムート戦線
2022年10月、激戦地の東部ドネツィク州バフムート地区に再配置され、バフムート市を防御した。
2023年2月、アイダール大隊が第5独立強襲旅団隷下に転属した。

#### 東部・アウディーイウカ戦線
2023年2月、東部ドネツィク州ポクロウシク地区に再配置され、アウディーイウカ南を防御したが、10月にロシア軍が兵力4万人で攻勢を開始し、2024年2月に1年間防衛したアウディーイウカが陥落した。

#### 東部・バフムート戦線
2024年7月、第2機械化大隊が激戦地の東部ドネツィク州バフムート地区に再配置され、友軍の救援でバフムート南のトレツク方面に展開した。

#### 東部・スヴァトヴェ-クレミンナ戦線
2024年8月、東部ルハーンシク州セヴェロドネツィク地区に再配置され、クレミンナ方面に展開した。

## 編制
- 旅団司令部（セヴェロドネツィク）
- 第1機械化大隊
- 第2機械化大隊
- 第43自動車化歩兵大隊
- 戦車大隊
- 第3独立小銃大隊
- 第1小銃大隊
- 旅団砲兵群
  - 本部中隊
  - 第1自走砲大隊
  - 第2自走砲大隊
  - ロケット砲大隊
  - 対戦車砲大隊
- 防空大隊

- 工兵大隊
- 整備大隊
- 兵站大隊
- 偵察中隊
- 電子戦中隊
- 通信中隊
- レーダー中隊
- NBC防護中隊
- 衛生中隊
- 無人システム大隊 カーラ
- シグナム大隊

## 2017年編制
- 旅団司令部（セヴェロドネツィク）
- 第1機械化大隊
- 第2機械化大隊
- 第3機械化大隊
- 戦車大隊
- 第24独立強襲大隊アイダール（ドニプロ）
- 第43独立自動車化歩兵大隊（セヴェロドネツィク）
- 旅団砲兵群
  - 本部中隊
  - 第1自走砲大隊
  - 第2自走砲大隊
  - ロケット砲大隊
  - 対戦車砲大隊
- 防空大隊

- 工兵大隊
- 整備大隊
- 兵站大隊
- 偵察中隊
- 狙撃中隊
- 電子戦中隊
- 通信中隊
- レーダー中隊
- NBC防護中隊
- 衛生中隊